# Heubachniederung, Lavesumer Bruch und Borkenberge
Das Gebiet Heubachniederung, Lavesumer Bruch und Borkenberge ist ein mit Verordnung von 2000 des Regierungspräsidiums Münster ausgewiesenes Europäisches Vogelschutzgebiet (Schutzgebietkennung DE-4108-401) im deutschen Land Nordrhein-Westfalen.
Die Vogelschutzrichtlinie der Europäischen Union dient der Erhaltung der wildlebenden, im Gebiet ihrer Mitgliedsstaaten heimischen Vogelarten und der Regelung des Schutzes, der Bewirtschaftung und der Regulierung dieser Vögel, ihrer Eier und Lebensräume.

## Lage
Die sechs Teilgebiete des insgesamt rund 51 Quadratkilometer großen Vogelschutzgebiets „Heubachniederung, Lavesumer Bruch und Borkenberge“ liegen in den Kreisen Borken, Coefeld und Recklinghausen. Sie erstrecken sich zwischen Velen bzw. der Bundesautobahn 31 im Nordwesten und dem Halterner Stausee im Südosten auf Gebieten der Gemeinden Heiden und Reken sowie der Städte Coesfeld, Dülmen, Haltern am See und Lüdinghausen.

## Beschreibung
Das Schutzgebiet „Heubachniederung, Lavesumer Bruch und Borkenberge“ wird als „Gebietskomplex aus mehreren Teilflächen mit feuchtem und mesophilem Grünland, Restflächen von Hoch- und Niedermooren, trockenen Heide-, Sand- und offenen kiefernbewaldeten Dünenbereichen“ beschrieben.
Es wird von einer Vielzahl von Wasser-, Wiesen- und Watvögeln als Brut- und Rastgebiet genutzt. Bemerkenswert hoch sind die Brutbestände von Blaukehlchen, Großem Brachvogel, Krickente, Tafelente, Teichrohrsänger, Ziegenmelker und Zwergtaucher.

### Lebensraumklassen
|                                                                |                                                                |  |      |      |
| N06 – Binnengewässer, stehend und fließend                     | N06 – Binnengewässer, stehend und fließend                     |  | 5 %  | 5 %  |
| N07 – Moore, Sümpfe, Uferbewuchs                               | N07 – Moore, Sümpfe, Uferbewuchs                               |  | 3 %  | 3 %  |
| N08 – Trockenrasen, Steppen, Heide, Gestrüpp0                  | N08 – Trockenrasen, Steppen, Heide, Gestrüpp0                  |  | 11 % | 11 % |
| N10 – Feuchtes und mesophiles Grünland                         | N10 – Feuchtes und mesophiles Grünland                         |  | 10 % | 10 % |
| N14 – Melioriertes Grünland                                    | N14 – Melioriertes Grünland                                    |  | 21 % | 21 % |
| N15 – Anderes Ackerland                                        | N15 – Anderes Ackerland                                        |  | 9 %  | 9 %  |
| N16 – Laubwald                                                 | N16 – Laubwald                                                 |  | 14 % | 14 % |
| N20 – Kunstforste                                              | N20 – Kunstforste                                              |  | 26 % | 26 % |
| N22 – Binnenlandfelsen, Geröll- und Schutthalden, Sandflächen0 | N22 – Binnenlandfelsen, Geröll- und Schutthalden, Sandflächen0 |  | 1 %  | 1 %  |
|                                                                |                                                                |  |      |      |

### Lebensraumtypen
Folgende Lebensraumtypen sind im Vogelschutzgebiet beschrieben:
- 2310 – Trockene Sandheiden
- 2330 – Dünen mit offenen Grasflächen mit Silbergras und Straußgräsern
- 3130 – Oligo- bis mesotrophe stehende Gewässer mit Vegetation der Littorelletea uniflorae und/oder der Isoëto-Nanojuncetea
- 3140 – Oligo- bis mesotrophe kalkhaltige Gewässer mit benthischer Vegetation aus Armleuchteralgen
- 3150 – Natürliche eutrophe Seen mit einer Vegetation des Großlaichkrauts oder Hydrocharition
- 3160 – Dystrophe Seen und Teiche
- 3260 – Flüsse der planaren bis montanen Stufe mit Vegetation des Ranunculion fluitantis
- 4010 – Feuchte Heiden des nordatlantischen Raumes mit Glocken-Heide (Erica tetralix)
- 4030 – Trockene europäische Heiden
- 5130 – Formationen von Gemeinem Wacholder auf Kalkheiden und -rasen
- 6430 – Feuchte Hochstaudenfluren der planaren und montanen bis alpinen Stufe
- 6510 – Magere Flachland-Mähwiesen
- 7120 – Noch renaturierungsfähige degradierte Hochmoore
- 7140 – Übergangs- und Schwingrasenmoore
- 7150 – Torfmoor-Schlenken
- 9190 – Alte bodensaure Eichenwälder auf Sandebenen
- 91D0 – Moorwälder*
- 91E0 – Auen-Wälder mit Schwarzerle und Gemeiner Esche

Anmerkung: * = vom Verschwinden bedroht, die Europäische Gemeinschaft hat eine besondere Verantwortung für ihre Erhaltung.

## Schutzzweck
Wesentlicher Schutzzweck ist die Erhaltung und Optimierung der Feuchtwiesen und Restmoorflächen sowie die Erhaltung und Wiederherstellung der ausgedehnten Heidegebiete und Standorte armer Eichen-Birken- sowie Buchen-Eichenwälder. Dazu gehören Wiedervernässung, Wiederaufforstung, extensive Bewirtschaftung, Umwandlung von Ackerflächen in Grünland sowie die Anlage von Blänken, Kleingewässern und nicht genutzten Uferrandstreifen.
Die gebietsbezogenen Erhaltungsziele und Erhaltungsmaßnahmen sind aber je nach Art unterschiedlich beschrieben.

### Brutvögel

#### Baumfalke
Erhaltung und Entwicklung von strukturreichen Kulturlandschaften mit geeigneten Nahrungsflächen (Feuchtgrünland, Kleingewässer, Heiden, Moore, Saum- und Heckenstrukturen, Feldgehölze), die Verbesserung des Wasserhaushaltes zur Stabilisierung eines hohen Grundwasserstandes im Bereich der Nahrungsflächen (vor allem libellenreiche Lebensräume), die Verbesserung der agrarischen Lebensräume durch Extensivierung der Flächennutzung, die Erhaltung der Brutplätze mit einem störungsarmen Umfeld sowie die Vermeidung von Störungen an den Brutplätzen (Mai bis August)

#### Bekassine

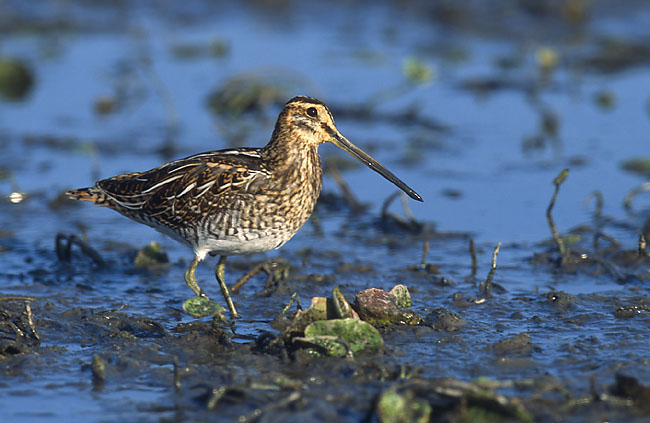
Bekassine

Erhaltung der Feuchtwiesenkomplexe, insbesondere mit Streuwiesen oder extensiv genutzten Nasswiesen, der naturnahen Moore, der Verlandungszonen stehender Gewässer mit lichtem Schilfröhricht oder Seggenrieden, der Lebensräume ohne Gefahrenquellen wie Freileitungen, Erhaltung von zeitweise überschwemmten Senken, nassen Ackerbereichen und ständig Wasser führenden Gräben, von Gras-, Röhricht- und Staudensäumen sowie Erhaltung störungsfreier oder zumindest störungsarmer Fortpflanzungsstätten während der Fortpflanzungszeit vom 15. Februar bis zum 15. August

#### Blaukehlchen
Erhaltung und Entwicklung von störungsarmen Altschilfbeständen mit vegetationsfreien Schlammflächen und Feuchtgebüschen an Still- und Fließgewässern, Feuchtgebieten, Mooren, die Entwicklung von Sukzessionsstadien in den Randbereichen, die gegebenenfalls behutsame Schilfmahd unter Erhalt eines hohen Anteils an Altschilf, die Verbesserung des Wasserhaushaltes zur Stabilisierung eines hohen Grundwasserstandes in Feuchtgebieten, die Verbesserung des Nahrungsangebotes im Umfeld der Brutplätze sowie die Vermeidung von Störungen an den Brutplätzen (April bis Juli)

#### Eisvogel
Erhaltung und Entwicklung von dynamischen Fließgewässersystemen mit Überschwemmungszonen, Prallhängen, Steilufern, die Vermeidung der Zerschneidung der besiedelten Lebensräume, die Erhaltung und Förderung eines dauerhaften Angebotes natürlicher Nistplätze, die schonende Gewässerunterhaltung unter Berücksichtigung der Ansprüche der Art, die Reduzierung von Nährstoff-, Schadstoff- und Sedimenteinträgen im Bereich der Nahrungsgewässer sowie die Vermeidung von Störungen an den Brutplätzen von März bis September

#### Gartenrotschwanz
Erhaltung und Entwicklung von kleinräumig strukturierten Dörfern, alten Obstwiesen und -weiden, Baumreihen, Feldgehölzen sowie von Parkanlagen und Gärten mit alten Obstbaumbeständen, die Erhaltung und Entwicklung von alten, lichten Laub- und Mischwaldbeständen mit hohen Alt- und Totholzanteilen, die Erhaltung, Förderung und Pflege von Kopfbäumen, Hochstammobstbäumen und anderen Höhlenbäumen sowie die Verbesserung des Nahrungsangebotes im Umfeld der Brutplätze

#### Großer Brachvogel

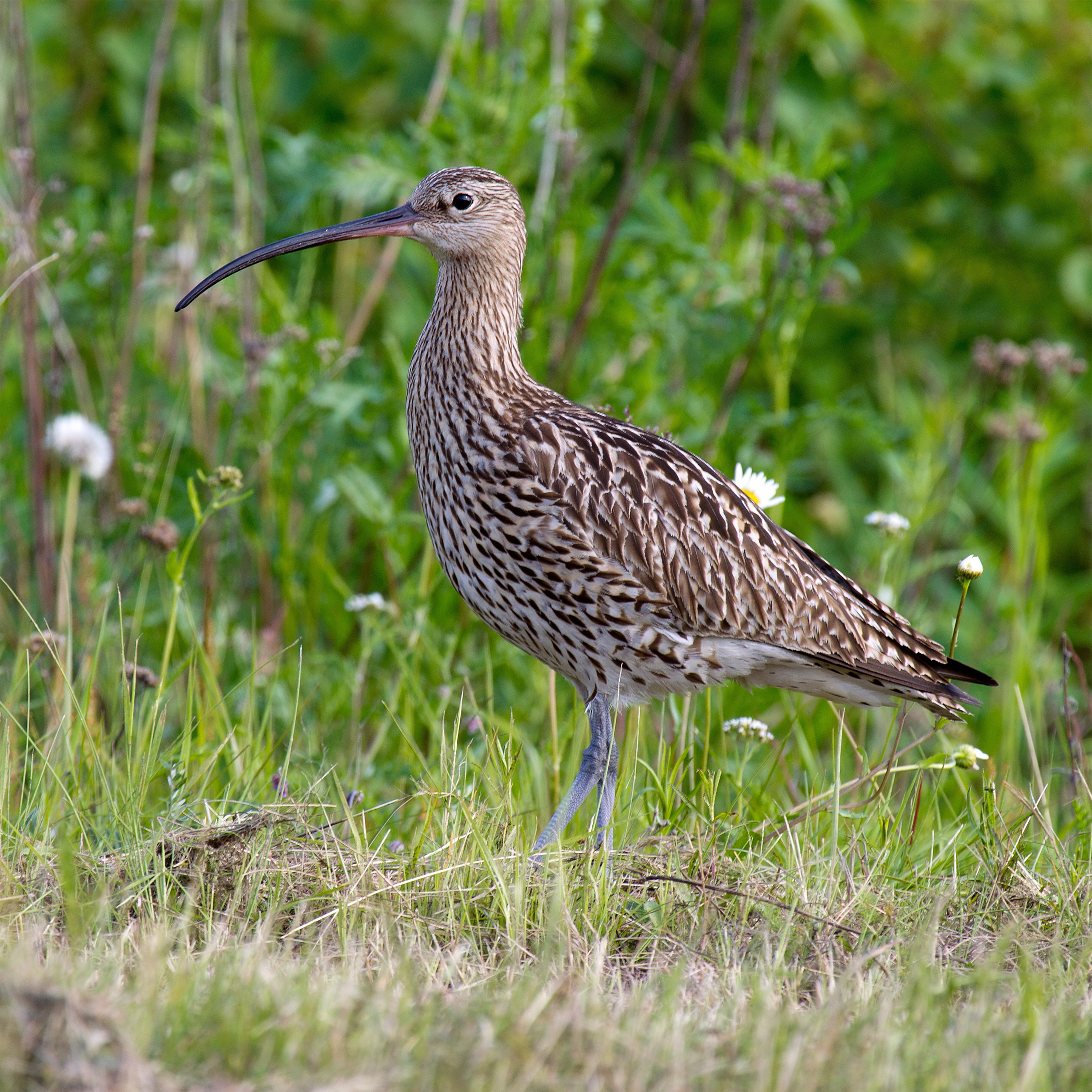
Großer Brachvogel

Erhaltung und Entwicklung von feuchten Extensivgrünländern, Überschwemmungsflächen sowie von Feuchtgebieten mit Flachwasserzonen und Schlammflächen, die Vermeidung der Zerschneidung und Verinselung der Lebensräume, die Verbesserung des Wasserhaushaltes zur Stabilisierung eines hohen Grundwasserstandes, die Anlage von Kleingewässern und Flachwassermulden, die Extensivierung der Grünlandnutzung (Mahd erst ab 15. Juni, möglichst keine Beweidung oder geringer Viehbesatz bis zum 15. Juni, kein Walzen nach dem 15. März, reduzierte Düngung, keine Pflanzenschutzmittel), die Sicherung der Brutplätze (Gelegeschutz) sowie die Vermeidung von Störungen an den Brut- (März bis Juni), Rastplätzen und Nahrungsflächen

#### Heidelerche
Erhaltung und Entwicklung von trocken-sandigen, vegetationsarmen Flächen der halboffenen Landschaft sowie von unbefestigten sandigen Wald- und Feldwegen mit nährstoffarmen Säumen, die Verbesserung der agrarischen Lebensräume durch Extensivierung der Flächennutzung, die habitaterhaltenden Pflegemaßnahmen (extensive Beweidung mit zum Beispiel Schafen und Ziegen, Mosaikmahd von kleinen Teilflächen, Entfernung von Büschen und Bäumen) sowie die Vermeidung von Störungen an den Brutplätzen von Ende März bis Juli

#### Kiebitz
Erhaltung und Entwicklung von feuchten Extensivgrünländern sowie von Feuchtgebieten mit Flachwasserzonen und Schlammflächen, die Vermeidung der Zerschneidung und Verinselung der besiedelten Lebensräume, die Verbesserung des Wasserhaushaltes zur Stabilisierung eines hohen Grundwasserstandes, die Anlage von Flachwassermulden, die Extensivierung der Acker- und Grünlandnutzung (Grünlandmahd erst ab dem 1. Juni, möglichst keine Beweidung oder geringer Viehbesatz bis zum 1. Juni, kein Walzen nach dem 15. März, Maiseinsaat erst nach Mitte Mai, doppelter Reihenabstand bei Getreideeinsaat, Anlage von Ackerrandstreifen, Anlage und Pflege von Acker-Stilllegungsflächen und Brachen, reduzierte Düngung, keine Pflanzenschutzmittel) sowie die Vermeidung von Störungen an den Brutplätzen (März bis Anfang Juni)

#### Knäkente

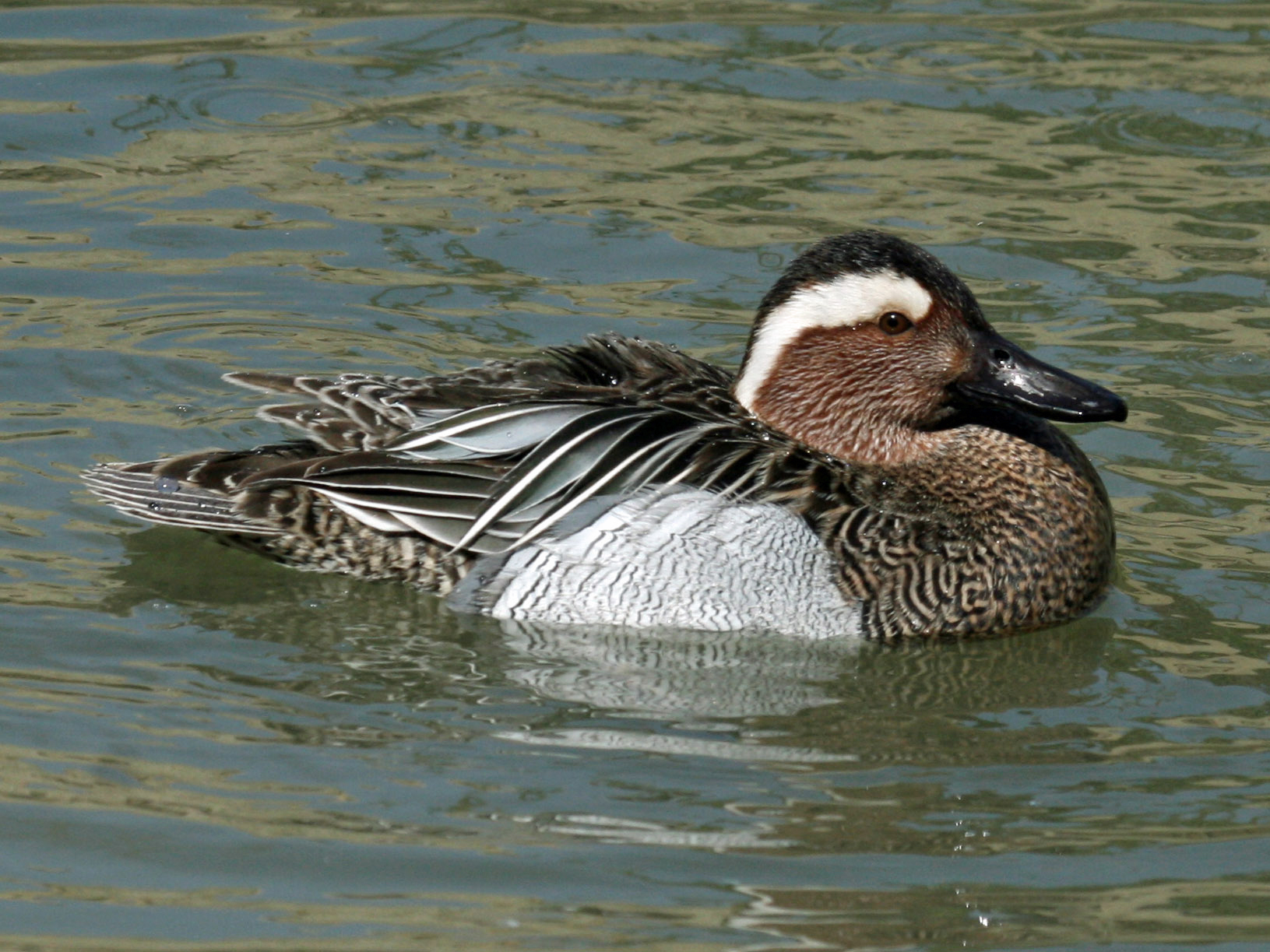
Knäkente

Erhaltung und Entwicklung von störungsarmen Nieder- und Hochmooren, Auen und Altarmen, Stillgewässern, Seen und Kleingewässern mit natürlichen Verlandungszonen, vegetationsreichen Uferröhrichten und angrenzenden Feuchtwiesen, die Verbesserung des Wasserhaushaltes zur Stabilisierung eines hohen Grundwasserstandes in Feuchtgebieten und Grünländern, die schonende Gewässerunterhaltung, die Reduzierung von Nährstoff- und Schadstoffeinträgen im Bereich der Brut- und Nahrungsplätze durch Anlage von Pufferzonen sowie die Vermeidung von Störungen an den Brutplätzen (April bis August) sowie an Rast- und Nahrungsflächen

#### Kranich
Erhaltung großräumiger, offener Landschaften mit freien Sichtverhältnissen und Flugkorridoren, die Erhaltung und Entwicklung von geeigneten Nahrungsflächen im Bereich von potenziellen Brutplätzen sowie die Vermeidung von Störungen an Brut-, Rast-, Nahrungs- und Schlafplätzen

#### Krickente
Erhaltung und Entwicklung von störungsarmen Nieder- und Hochmooren, Auen und Altarmen, Stillgewässern, Seen und Kleingewässern mit natürlichen Verlandungszonen, vegetationsreichen Uferröhrichten und angrenzenden Feuchtwiesen, die Verbesserung des Wasserhaushaltes zur Stabilisierung eines hohen Grundwasserstandes in Feuchtgebieten und Grünländern, die schonende Gewässerunterhaltung, die Reduzierung von Nährstoff- und Schadstoffeinträgen im Bereich der Brut- und Nahrungsplätze durch Anlage von Pufferzonen sowie die Vermeidung von Störungen an den Brutplätzen (April bis Juli) sowie an Rast- und Nahrungsflächen

#### Löffelente

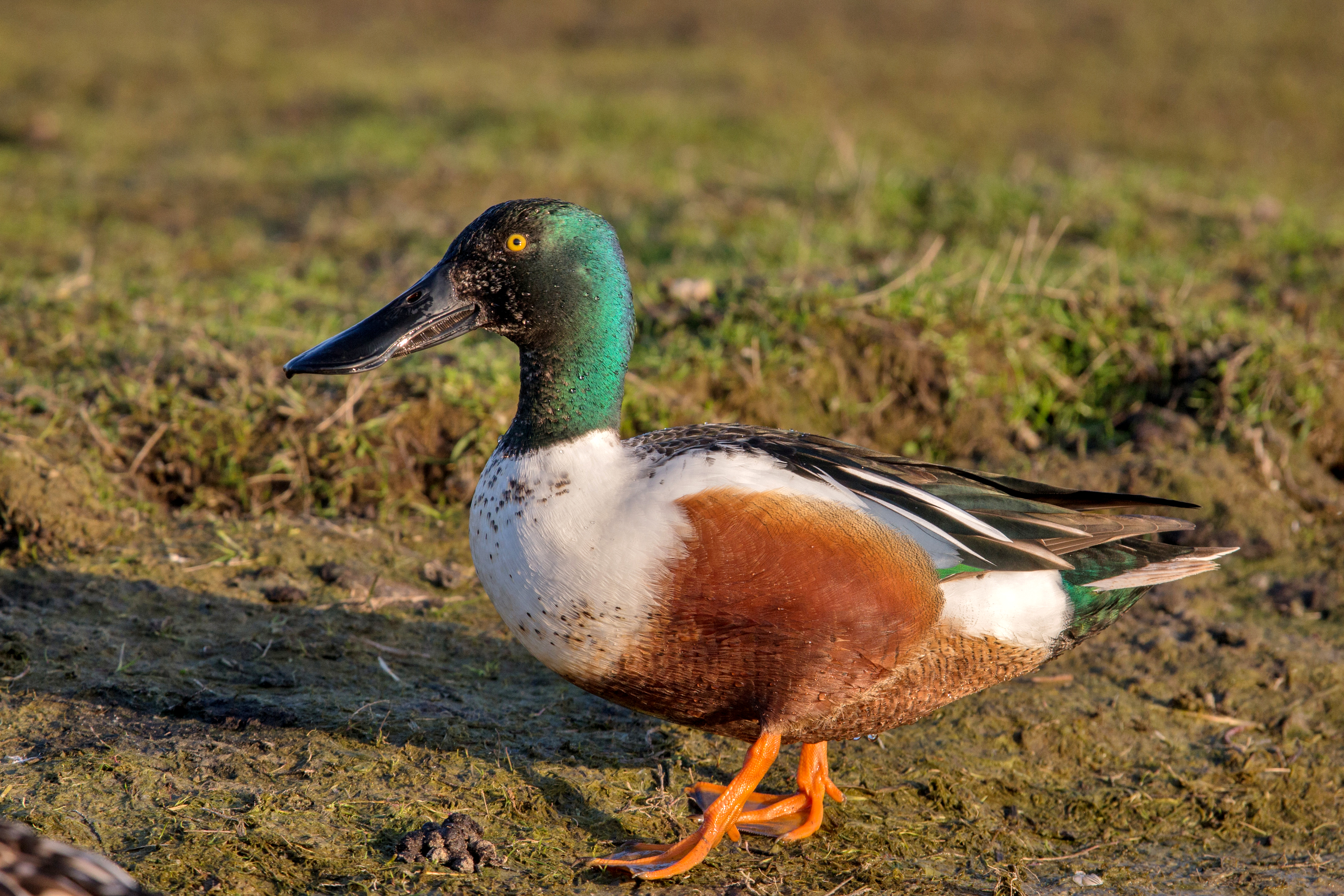
Löffelente

Erhaltung und Entwicklung von störungsarmen Nieder- und Hochmooren, Auen und Altarmen, Stillgewässern, Seen und Kleingewässern mit natürlichen Verlandungszonen, vegetationsreichen Uferröhrichten und angrenzenden Feuchtwiesen, Verbesserung des Wasserhaushaltes zur Stabilisierung eines hohen Grundwasserstandes in Feuchtgebieten und Grünländern, die schonende Gewässerunterhaltung, die Reduzierung von Nährstoff- und Schadstoffeinträgen im Bereich der Brut- und Nahrungsplätze durch Anlage von Pufferzonen sowie die Vermeidung von Störungen an den Brutplätzen (April bis August) sowie an Rast- und Nahrungsflächen

#### Mittelspecht
Erhaltung und Entwicklung von ausgedehnten, lebensraumtypischen Laub- und Mischwäldern sowie von Hartholzauen mit hohen Alt- und Totholzanteilen, die Erhöhung des Eichenwaldanteils, die Vermeidung der Zerschneidung und Verinselung geeigneter Waldgebiete, die Verbesserung des Nahrungsangebotes, die Erhaltung von Höhlenbäumen sowie Förderung eines dauerhaften Angebotes geeigneter Brutbäume sowie die Vermeidung von Störungen an den Brutplätzen von März bis Juni

#### Nachtigall
Erhaltung und Entwicklung von unterholzreichen Laubmischwäldern und Gehölzen in Gewässernähe sowie von dichten Gebüschen an Dämmen, Böschungen, Gräben und in Parkanlagen, die Erhaltung und Entwicklung von nahrungs- und deckungsreichen Habitatstrukturen (vor allem dichte Krautvegetation, hohe Staudendickichte, dichtes Unterholz), die Verbesserung des Wasserhaushaltes zur Stabilisierung eines lebensraumtypischen Wasserstandes in Feucht- und Auwäldern sowie Feuchtgebieten sowie die Verbesserung des Nahrungsangebotes im Umfeld der Brutplätze

#### Neuntöter
Erhaltung von extensiv bewirtschafteten Streuobst-, Grünland- und Heidegebieten, von Nieder- und Mittelhecken aus standortheimischen Arten, insbesondere dorn- oder stachelbewehrte Gehölze, Erhaltung der Streuwiesen und offenen Moorränder, Erhaltung von Einzelbäumen und Büschen in der offenen Landschaft, von Feldrainen, Graswegen, Ruderal-, Staudenfluren und Brachen, Acker- und Wiesenrandstreifen, von Sekundärlebensräumen wie aufgelassene Abbaustätten mit vorgenannten Lebensstätten sowie Erhaltung des Nahrungsangebots, insbesondere mit größeren Insekten

#### Pirol

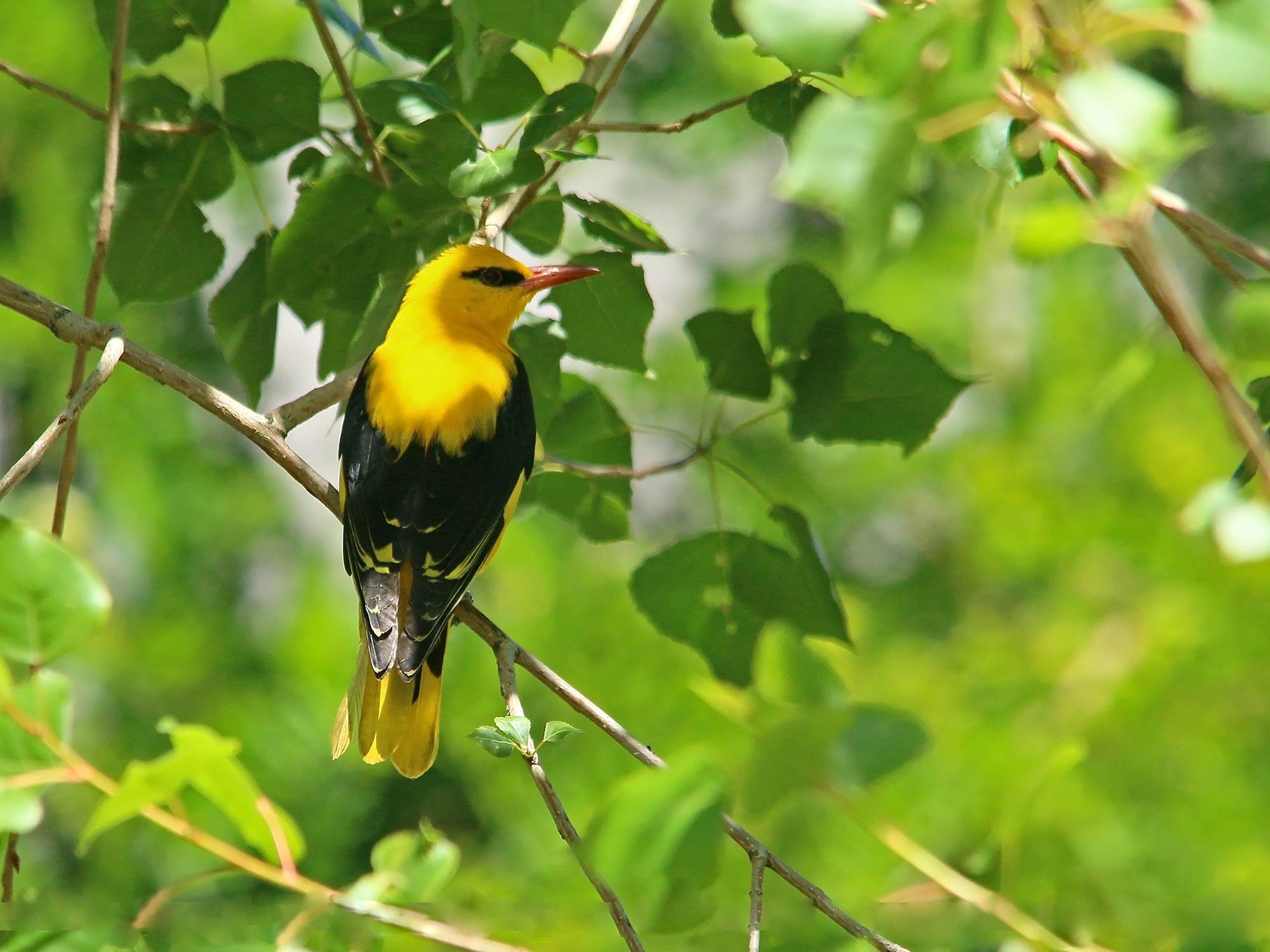
Pirol

Erhaltung und Entwicklung von lebensraumtypischen Weichholz- und Hartholzauenwäldern, Bruchwäldern sowie von lichten feuchten Laubmischwäldern mit hohen Altholzanteilen, die Erhaltung und Entwicklung von feuchten Feldgehölzen und Anlagen mit alten hohen Baumbeständen, die Verbesserung des Wasserhaushaltes zur Stabilisierung eines lebensraumtypischen Wasserstandes in Feucht- und Auwäldern sowie des Nahrungsangebotes im Umfeld der Brutplätze

#### Rotmilan
Erhaltung und Entwicklung von Waldgebieten mit lichten Altholzbeständen sowie von offenen, strukturreichen Kulturlandschaften, die Vermeidung der Zerschneidung und Verinselung der besiedelten Lebensräume, die Erhaltung und Entwicklung von geeigneten Nahrungsflächen, die Erhaltung der Horstbäume mit einem störungsarmen Umfeld, die Vermeidung von Störungen an den Brutplätzen (April bis Juli), die Entschärfung bzw. Absicherung von gefährlichen Strommasten und Freileitungen sowie die Reduzierung der Verluste durch Sekundärvergiftungen (Giftköder)

#### Schnatterente
Erhaltung und Entwicklung von Auen, Altarmen und Seen mit flachen, dichten und vegetationsreichen Ufergürteln sowie Röhrichten, die Reduzierung von Nährstoff- und Schadstoffeinträgen im Bereich der Brut- und Nahrungsplätze durch Anlage von Pufferzonen bzw. Nutzungsextensivierung sowie die Vermeidung von Störungen an den Brutplätzen (April bis Juli) sowie an Rast- und Nahrungsflächen

#### Schwarzkehlchen

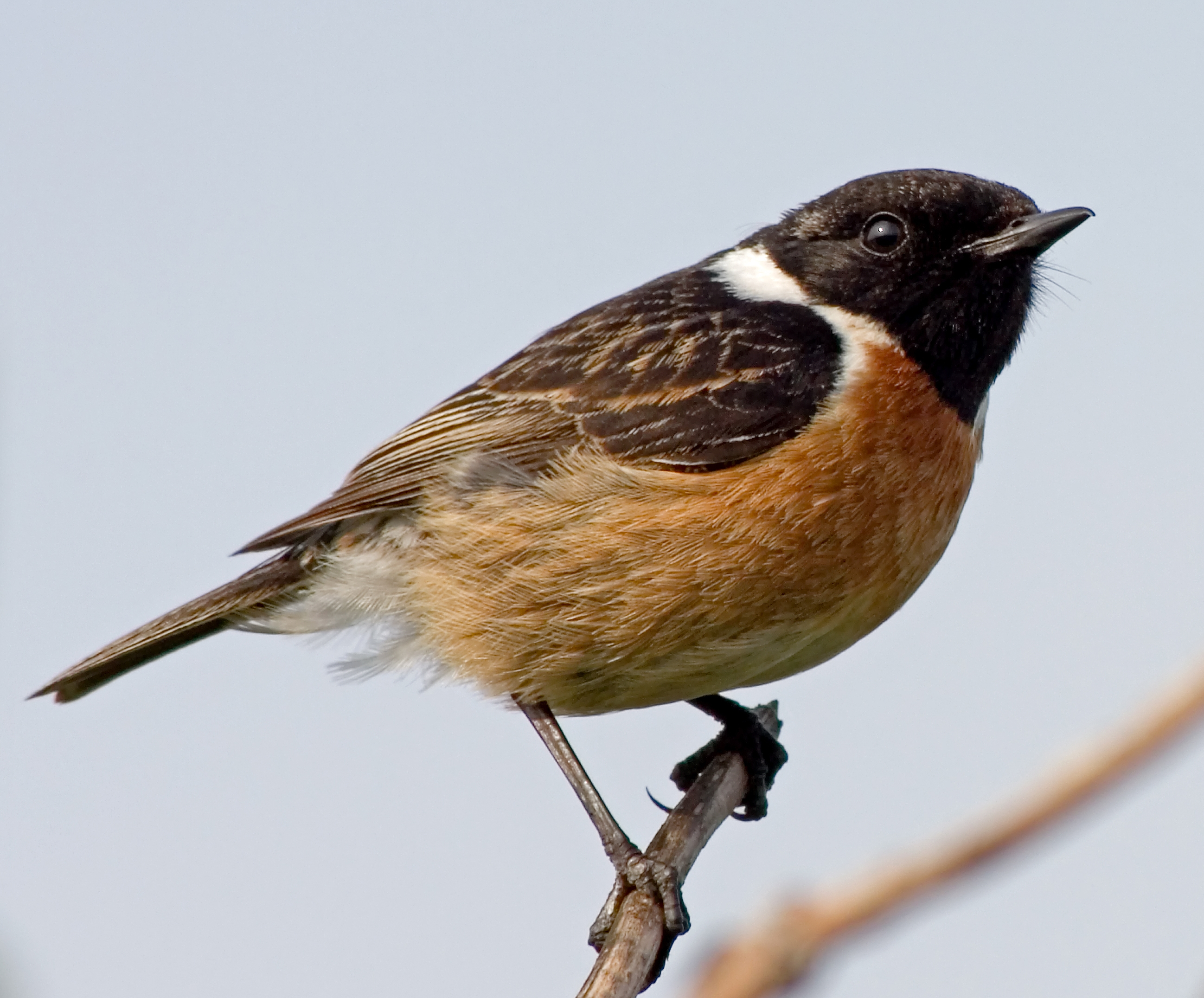
Schwarzkehlchen

Erhaltung und Entwicklung von extensiv genutzten Offenlandflächen mit insektenreichen Nahrungsflächen, die Extensivierung der Grünlandnutzung (Grünlandmahd erst ab dem 15. Juli, Mosaikmahd von kleinen Teilflächen, keine Düngung, keine Pflanzenschutzmittel), die habitaterhaltenden Pflegemaßnahmen (extensive Beweidung (Schafen, Ziegen) mögl. ab 1. August, Entkusselung, Erhalt einzelner Büsche und Bäume) sowie die Vermeidung von Störungen an den Brutplätzen (April bis Juli)

#### Schwarzspecht
Erhaltung und Entwicklung von lebensraumtypischen Laub- und Mischwäldern mit hohen Alt- und Totholzanteilen (bis zu zehn Bäume je Hektar), die Vermeidung der Zerschneidung der besiedelten Waldgebiete, die Erhaltung und Entwicklung von sonnigen Lichtungen, Waldrändern, lichten Waldstrukturen und Kleinstrukturen als Nahrungsflächen, die Verbesserung des Nahrungsangebotes, die Erhaltung von Höhlenbäumen sowie Förderung eines dauerhaften Angebotes geeigneter Brutbäume sowie die Vermeidung von Störungen an den Brutplätzen (März bis Juni)

#### Silberreiher

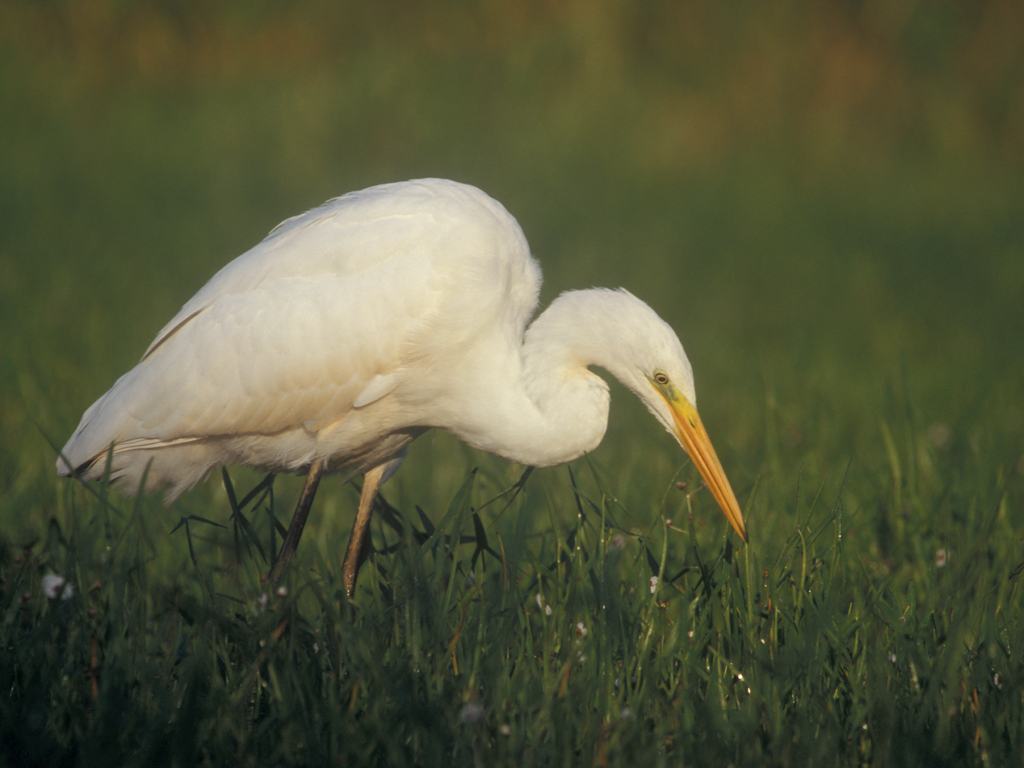
Silberreiher

Zurzeit sind keine speziellen Maßnahmen erforderlich (Stand 2020).

#### Tafelente
Erhaltung und Entwicklung von naturnahen, störungsarmen Stillgewässern (Altarme, Seen, Rieselfelder) mit offener Wasserfläche und vegetationsreichen Uferröhrichten und einem guten Nahrungsangebot, die Verbesserung des Wasserhaushaltes zur Stabilisierung eines hohen Grundwasserstandes in Feuchtgebieten und Grünländern, die schonende Gewässerunterhaltung unter Berücksichtigung der Ansprüche der Art, die Reduzierung von Nährstoff- und Schadstoffeinträgen im Bereich der Brut- und Nahrungsplätze durch Anlage von Pufferzonen sowie die Vermeidung von Störungen an den Brutplätzen (April bis August) sowie an Rast- und Nahrungsflächen

#### Teichrohrsänger

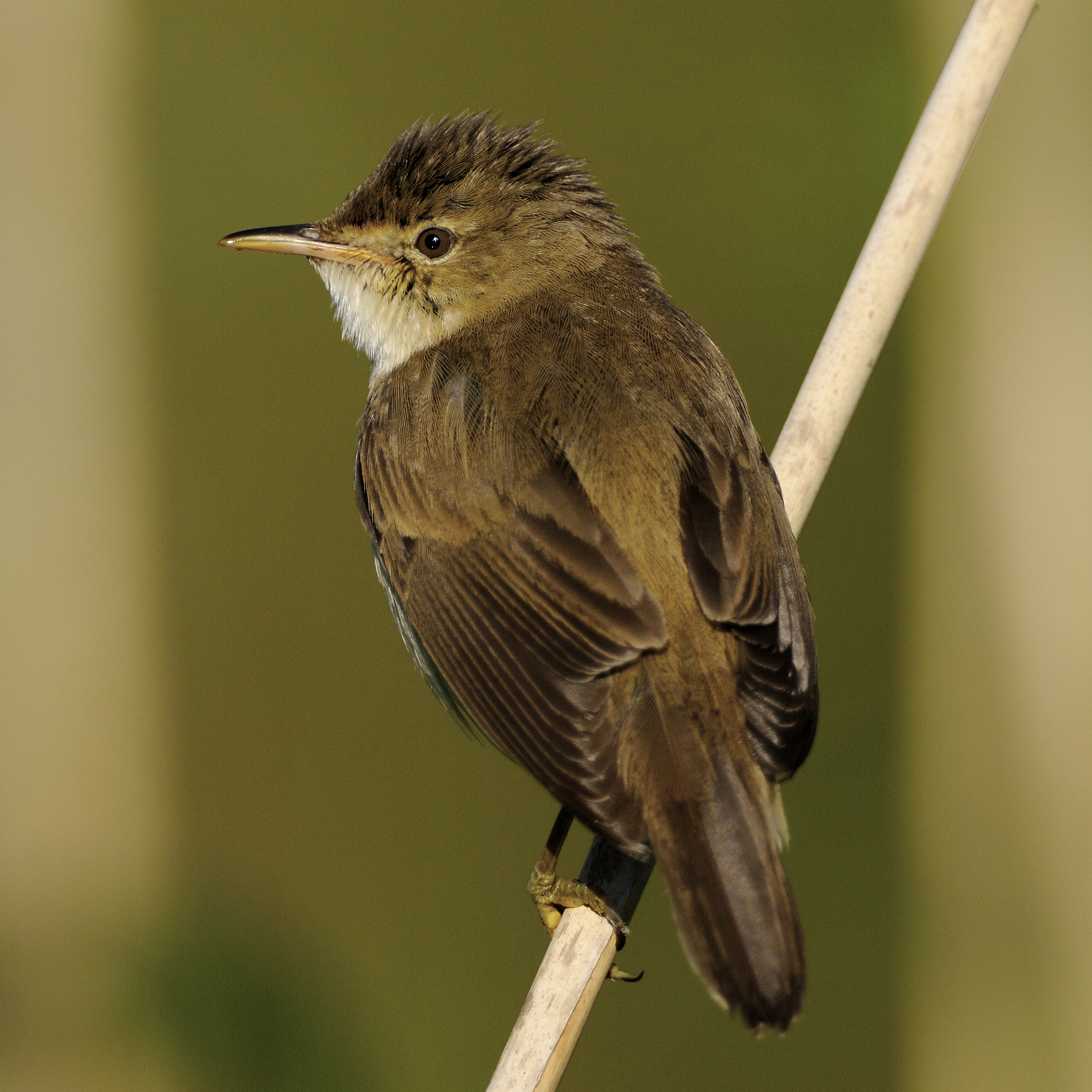
Teichrohrsänger

Erhaltung und Entwicklung von störungsarmen Altschilfbeständen und Schilf-Rohrkolben-Gesellschaften an Still- und Fließgewässern, Gräben, Feuchtgebieten, Sümpfen, die gegebenenfalls behutsame Schilfmahd unter Erhalt eines hohen Anteils an Altschilf, die Verbesserung des Wasserhaushaltes zur Stabilisierung eines hohen Grundwasserstandes in Feuchtgebieten, die Verbesserung des Nahrungsangebotes im Umfeld der Brutplätze sowie die Vermeidung von Störungen an den Brutplätzen von Mai bis August

#### Uferschnepfe

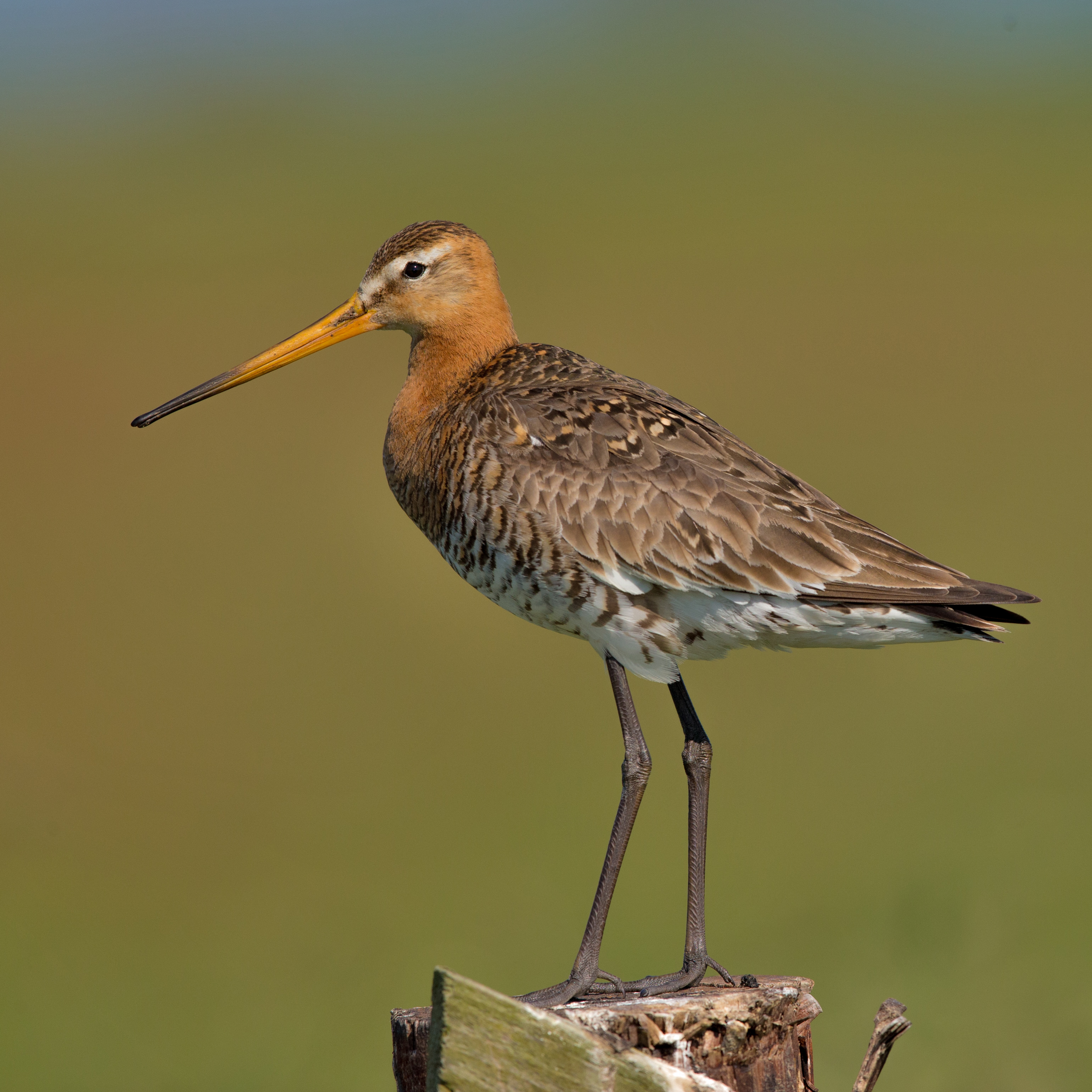
Uferschnepfe

Erhaltung und Entwicklung von feuchten Extensivgrünländern, Überschwemmungsflächen sowie von Feuchtgebieten mit Flachwasserzonen und Schlammflächen, die Vermeidung der Zerschneidung und Verinselung der Lebensräume, die Verbesserung des Wasserhaushaltes zur Stabilisierung eines hohen Grundwasserstandes in Feuchtgebieten und Grünländern, die Anlage von Kleingewässern und Flachwassermulden, die Extensivierung der Grünlandnutzung (Mahd erst ab 15. Juni, möglichst keine Beweidung oder geringer Viehbesatz bis zum 15. Juni, kein Walzen nach dem 15. Juni, reduzierte Düngung, keine Pflanzenschutzmittel), die Sicherung der Brutplätze (Gelegeschutz) sowie die Vermeidung von Störungen an den Brut- (März bis Juni), Rast- und Nahrungsplätzen

#### Uhu
Erhaltung von störungsfreien Felsen, Felsbändern und Felskuppen, der Verzicht auf Verfüllung und/oder Aufforstung von aufgelassenen Steinbrüchen, die Vermeidung der Zerschneidung der besiedelten Lebensräume, das gegebenenfalls behutsames Freistellen von zuwachsenden Brutplätzen, die Vermeidung von Störungen an den Brutplätzen (Februar bis August) sowie die Entschärfung bzw. Absicherung von gefährlichen Strommasten und Freileitungen

#### Wachtelkönig
Erhaltung und Entwicklung von extensiv genutzten Mähwiesen, Feucht- und Nassbrachen, Großseggenriedern, Hochstauden- und Pionierfluren im Überflutungsbereich, die Vermeidung der Zerschneidung und Verinselung der besiedelten Lebensräume, die Verbesserung des Wasserhaushaltes zur Stabilisierung eines hohen Grundwasserstandes, die Extensivierung der Grünlandnutzung (Mahd im 200-m-Umkreis von Rufplätzen erst ab dem 1. August, möglichst Mosaikmahd von kleinen Teilflächen, Flächenmahd gegebenenfalls von innen nach außen, reduzierte Düngung, keine Pflanzenschutzmittel) sowie die Vermeidung von Störungen an den Brutplätzen (Mai bis August)

#### Wasserralle
Erhaltung und Entwicklung von naturnahen, störungsarmen Stillgewässern und langsam strömenden Fließgewässern mit einer natürlichen Vegetationszonierung im Uferbereich sowie von Gräben und Feuchtgebieten mit Röhricht- und Schilfbeständen, die Verbesserung des Wasserhaushaltes zur Stabilisierung eines hohen Grundwasserstandes, die behutsame Schilfmahd unter Erhalt eines hohen Anteils an Altschilf, die Verbesserung des Nahrungsangebotes im Umfeld der Brutplätze sowie die Vermeidung von Störungen an den Brutplätzen und Nahrungsflächen (April bis Juli)

#### Weißstorch
Erhaltung und Entwicklung von großflächigen, feuchten Extensivgrünländern und artenreichen Feuchtgebieten, die Vermeidung der Zerschneidung und Verinselung der besiedelten Lebensräume, die Verbesserung des Wasserhaushaltes zur Stabilisierung eines hohen Grundwasserstandes in Feuchtgebieten und Grünländern, die Anlage von Kleingewässern und Flachwassermulden, die Verbesserung der agrarischen Lebensräume durch Extensivierung der Grünlandnutzung sowie die Entschärfung bzw. Absicherung von gefährlichen Strommasten und Freileitungen

#### Wespenbussard
Erhaltung und Entwicklung von Laub- und Laubmischwäldern mit lichten Altholzbeständen in strukturreichen, halboffenen Kulturlandschaften, die Erhaltung und Entwicklung von Lichtungen und Grünlandbereichen, strukturreichen Waldrändern und Säumen als Nahrungsflächen mit einem reichhaltigen Angebot an Wespen, die Verbesserung der Nahrungsangebotes (reduzierte Düngung, keine Pflanzenschutzmittel), die Erhaltung der Horstbäume mit einem störungsarmen Umfeld sowie die Vermeidung von Störungen an den Brutplätzen von Mai bis August

#### Wiesenpieper

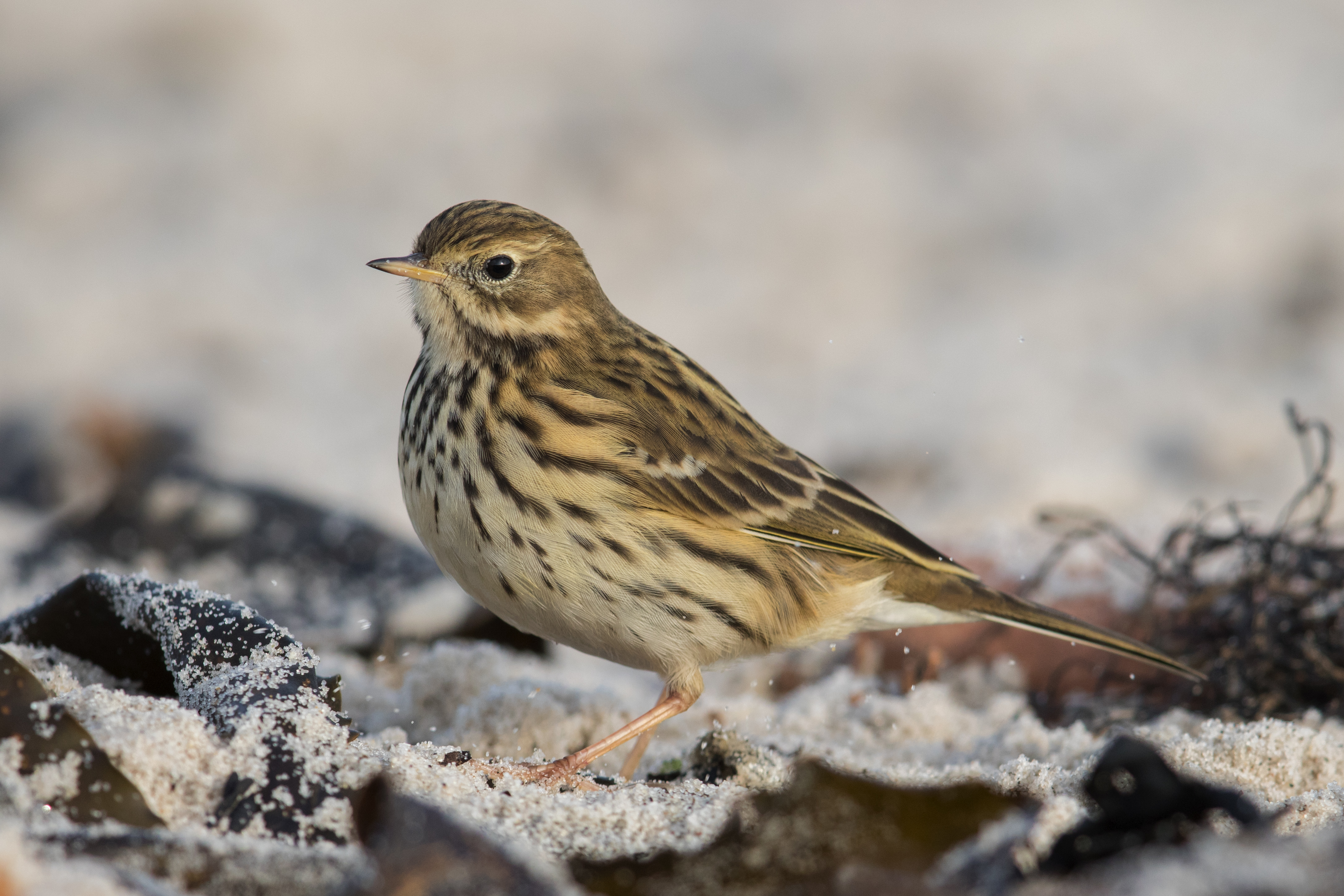
Wiesenpieper

Erhaltung und Entwicklung von extensiv genutzten, feuchten Offenlandflächen mit insektenreichen Nahrungsflächen (zum Beispiel Nass-, Feucht-, Magergrünländer, Brachen, Heideflächen und Moore), die Verbesserung des Wasserhaushaltes zur Stabilisierung eines hohen Grundwasserstandes in Grünländern sowie die Extensivierung der Grünlandnutzung

#### Ziegenmelker
Erhaltung und Entwicklung von trockenen Heiden mit lückiger, niedriger Bodenvegetation, Wacholderheiden, Sandtrockenrasen sowie Moorrandbereichen, die Verbesserung des Nahrungsangebotes im Umfeld der Brutplätze, die habitaterhaltenden Pflegemaßnahmen (Beweidung zum Beispiel mit Schafen und Ziegen, Mosaikmahd von kleinen Teilflächen, Entfernung von Büschen und Bäumen, jedoch Erhalt von Überhältern) sowie die Vermeidung von Störungen an den Brutplätzen von Mai bis August

#### Zwergtaucher

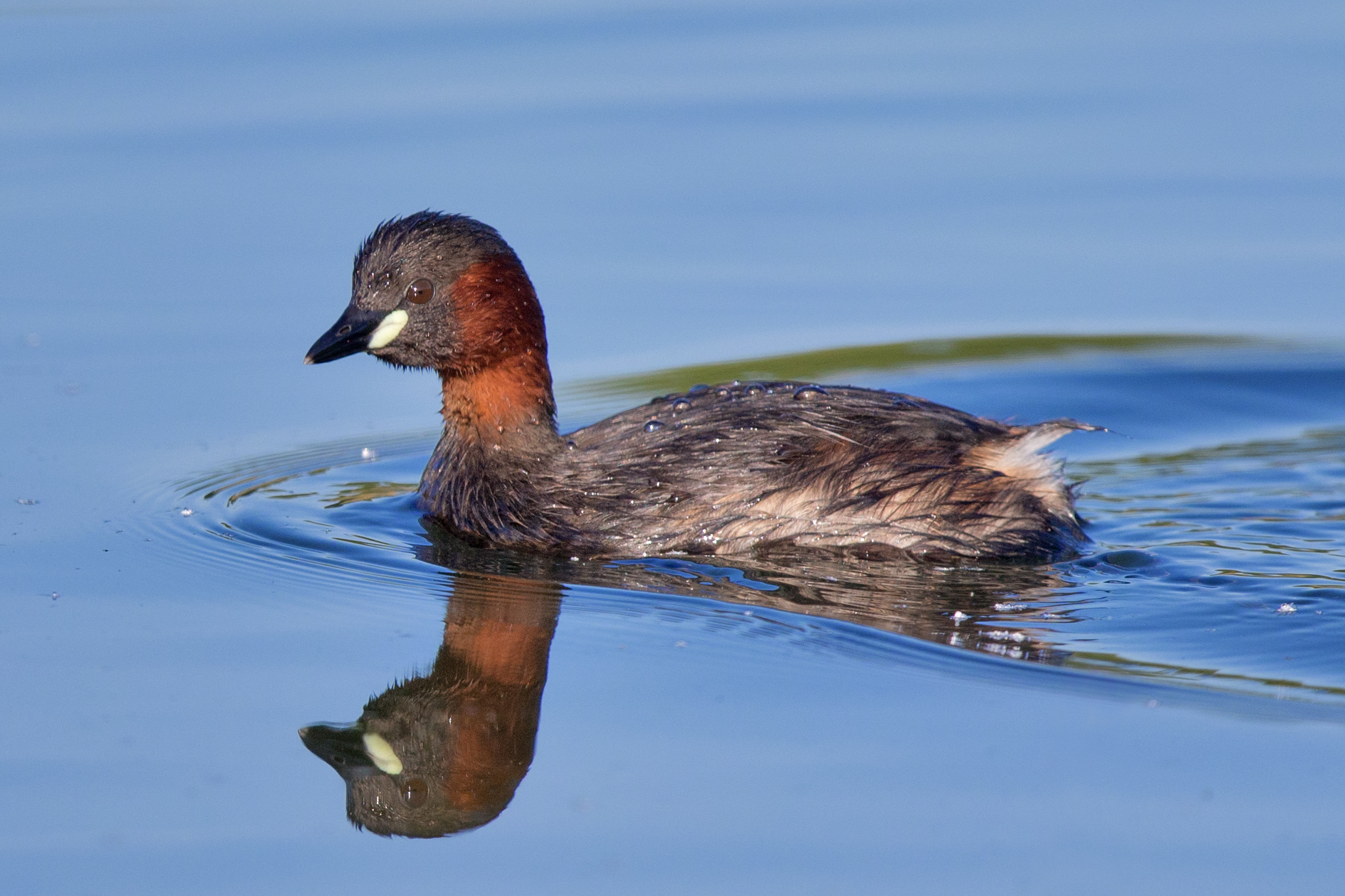
Zwergtaucher

Erhaltung und Entwicklung von naturnahen, störungsarmen Stillgewässern mit dichter Schwimmblatt- und Ufervegetation, Verlandungszonen, die Verbesserung des Wasserhaushaltes zur Stabilisierung eines hohen Grundwasserstandes in Feuchtgebieten, die Reduzierung von Nährstoff- und Schadstoffeinträgen im Bereich der Brutplätze durch Anlage von Pufferzonen bzw. Nutzungsextensivierung sowie die Vermeidung von Störungen an den Brutplätzen (April bis Anfang September) und an Rast- und Nahrungsflächen

### Zugvögel und Wintergäste

#### Blässgans
Erhaltung großräumiger, offener Landschaften mit freien Sichtverhältnissen und Flugkorridoren (Freihaltung der Lebensräume von Stromfreileitungen, Windenergieanlagen), die Erhaltung und Entwicklung von geeigneten Nahrungsflächen (vor allem feuchtes Dauergrünland, Überschwemmungsflächen, Belassen von Stoppelbrachen), die Erhaltung und Entwicklung von dynamischen Auenbereichen und großflächigen Feuchtgebieten mit einer naturnahen Überflutungsdynamik sowie die Vermeidung von Störungen an Rast-, Nahrungs- und Schlafplätzen

#### Bruchwasserläufer

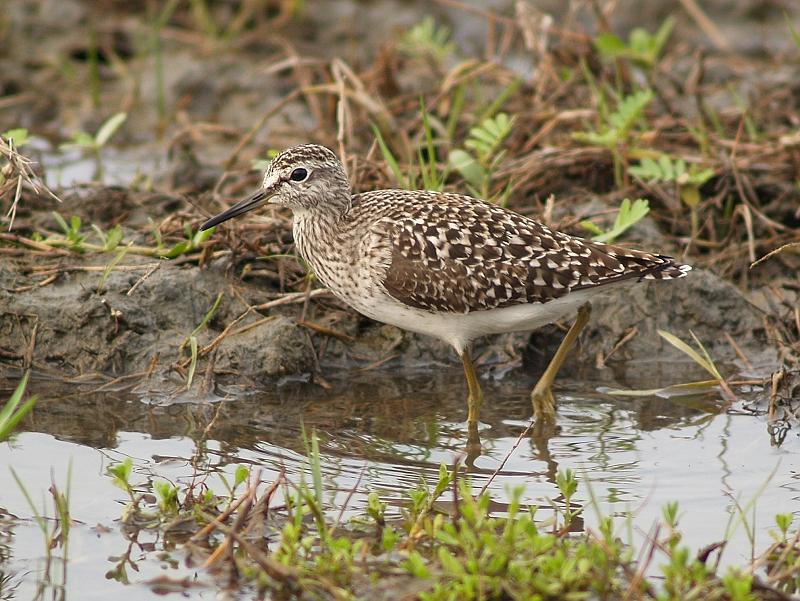
Bruchwasserläufer

Erhaltung und Entwicklung von geeigneten Nahrungsflächen, die Erhaltung und Entwicklung von dynamischen Auenbereichen und großflächigen Feuchtgebieten mit einer naturnahen Überflutungsdynamik, die Verbesserung des Wasserhaushaltes zur Stabilisierung eines hohen Grundwasserstandes in Feuchtgebieten, die Anlage von Kleingewässern und Flachwassermulden sowie die Vermeidung von Störungen an Rast- und Nahrungsflächen

#### Dunkler Wasserläufer
Erhaltung und Entwicklung von geeigneten Nahrungsflächen (vor allem Flachwasserzonen, Schlammufer, Feucht- und Nassgrünland, Überschwemmungsflächen), die Erhaltung und Entwicklung von dynamischen Auenbereichen und großflächigen Feuchtgebieten mit einer naturnahen Überflutungsdynamik (Rückbau von Uferbefestigungen, Schaffung von Retentionsflächen), die Verbesserung des Wasserhaushaltes zur Stabilisierung eines hohen Grundwasserstandes in Feuchtgebieten, die Anlage von Kleingewässern und Flachwassermulden sowie die Vermeidung von Störungen an Rast- und Nahrungsflächen

#### Fischadler
Aktuell sind keine speziellen Maßnahmen erforderlich (Stand 2020)

#### Gänsesäger
Erhaltung und Entwicklung von geeigneten Nahrungsgewässern sowie die Vermeidung von Störungen an Rast-, Nahrungs- und Schlafplätzen

#### Goldregenpfeifer
Erhaltung großräumiger, offener Landschaften sowie die Erhaltung und Entwicklung von geeigneten Nahrungsflächen

#### Grünschenkel

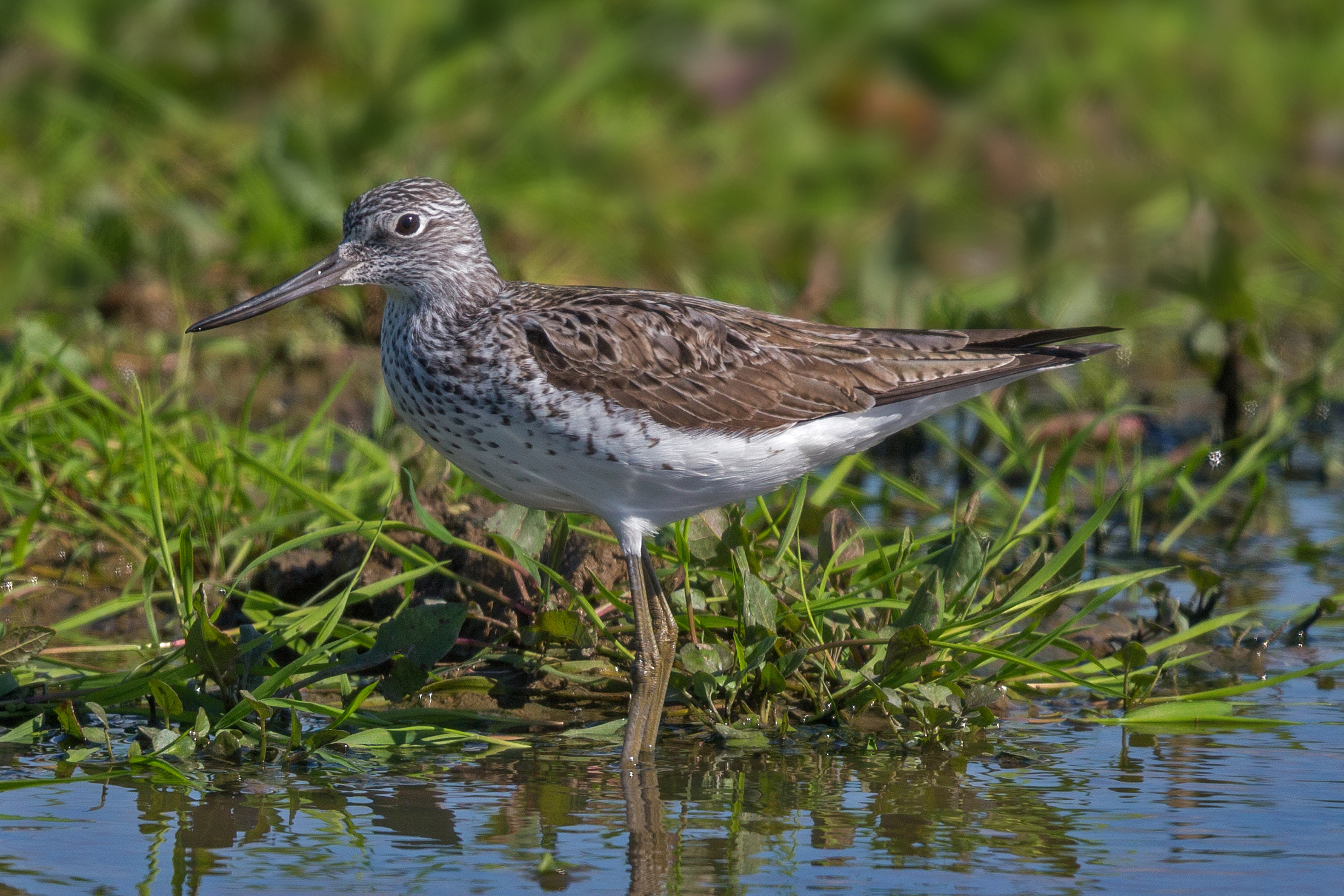
Grünschenkel

Erhaltung und Entwicklung von geeigneten Nahrungsflächen, die Erhaltung und Entwicklung von dynamischen Auenbereichen und großflächigen Feuchtgebieten mit einer naturnahen Überflutungsdynamik (vor allem Rückbau von Uferbefestigungen und Schaffung von Retentionsflächen), die Verbesserung des Wasserhaushaltes zur Stabilisierung eines hohen Grundwasserstandes in Feuchtgebieten, die Anlage von Kleingewässern und Flachwassermulden sowie die Vermeidung von Störungen an Rast- und Nahrungsflächen

#### Kampfläufer
Erhaltung und Entwicklung von geeigneten Nahrungsflächen, die Erhaltung und Entwicklung von dynamischen Auenbereichen und großflächigen Feuchtgebieten mit einer naturnahen Überflutungsdynamik, die Verbesserung des Wasserhaushaltes zur Stabilisierung eines hohen Grundwasserstandes in Feuchtgebieten, die Anlage von Kleingewässern und Flachwassermulden sowie die Vermeidung von Störungen an Rast- und Nahrungsflächen

#### Kornweihe

Kornweihe

Erhaltung großräumiger, offener Landschaften mit Acker- und Grünlandflächen, Säumen, Wegrändern, Brachen, die Erhaltung und Entwicklung natürlicher Bruthabitate, die Vermeidung der Zerschneidung der besiedelten Lebensräume, die Extensivierung der Ackernutzung (Anlage von Ackerrandstreifen, Anlage und Pflege von Acker-Stilllegungsflächen und Brachen, Belassen von Stoppelbrachen, reduzierte Düngung, keine Pflanzenschutzmittel), die Sicherung der Getreidebruten (Gelegeschutz; Nest bei Ernte auf 50 × 50 m aussparen) sowie die Vermeidung von Störungen an den Brutplätzen (Mai bis August)

#### Raubwürger

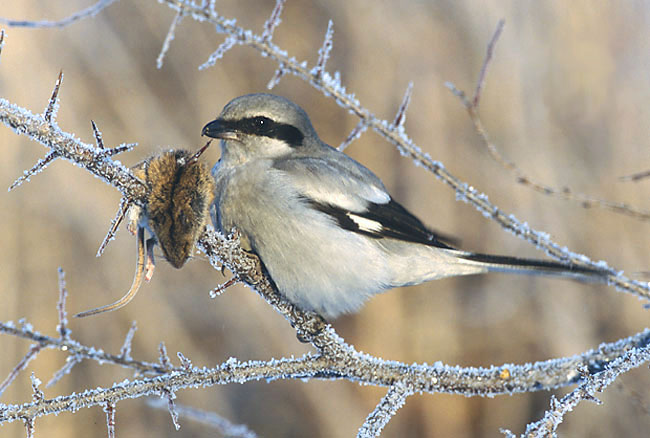
Raubwürger

Erhaltung von ausgedehnten extensiv bewirtschafteten Streuobstwiesen mit zahlreichen Büschen, von Heckengebieten mit den dortigen Kleinstrukturen wie Steinriegelhecken, kleinflächige Brachen, sumpfige Senken, Einzelbüsche und -bäume, unbefestigte Feldwege, Erhaltung der beweideten Wacholderheiden mit Busch- und Baumgruppen, Erhaltung von magerem Grünland, von Ödland- und Bracheflächen sowie Saumstreifen, Erhaltung der Moore mit Büschen und Bruchwaldinseln, der quelligen Stellen und sumpfigen Senken, Erhaltung von unzerschnittenen Landschaften, insbesondere ohne befestigte Wege und Straßen, Erhaltung des Nahrungsangebots, insbesondere mit Kleinsäugern und Großinsekten sowie Erhaltung störungsfreier oder zumindest störungsarmer Fortpflanzungsstätten während der Fortpflanzungszeit vom 15. Februar bis zum 15. Juli.

#### Rohrdommel
Erhaltung und Entwicklung von naturnahen, störungsarmen Stillgewässern und langsam strömenden Fließgewässern mit einer natürlichen Vegetationszonierung im Uferbereich sowie von Gräben und Feuchtgebieten mit ausgedehnten Röhricht- und Schilfbeständen, die Verbesserung des Wasserhaushaltes zur Stabilisierung eines hohen Grundwasserstandes in Feuchtgebieten, die gegebenenfalls behutsame Schilfmahd unter Erhalt eines hohen Anteils an Altschilf, die Verbesserung des Nahrungsangebotes im Umfeld der Brut-, Rast- und Nahrungsplätze sowie die Vermeidung von Störungen an potenziellen Brutplätzen sowie an Rast- und Nahrungsplätzen

#### Rohrweihe
Erhaltung und Entwicklung von störungsfreien Röhricht- und Schilfbeständen sowie einer natürlichen Vegetationszonierung im Uferbereich von Feuchtgebieten und Gewässern, die Vermeidung der Zerschneidung und Verinselung der besiedelten Lebensräume, die Erhaltung und Entwicklung von geeigneten Nahrungsflächen, die Verbesserung des Nahrungsangebotes, die Verbesserung des Wasserhaushaltes zur Stabilisierung eines hohen Grundwasserstandes in Feuchtgebieten, die Sicherung der Getreidebruten sowie die Vermeidung von Störungen an den Brutplätzen (April bis August)

#### Waldsaatgans

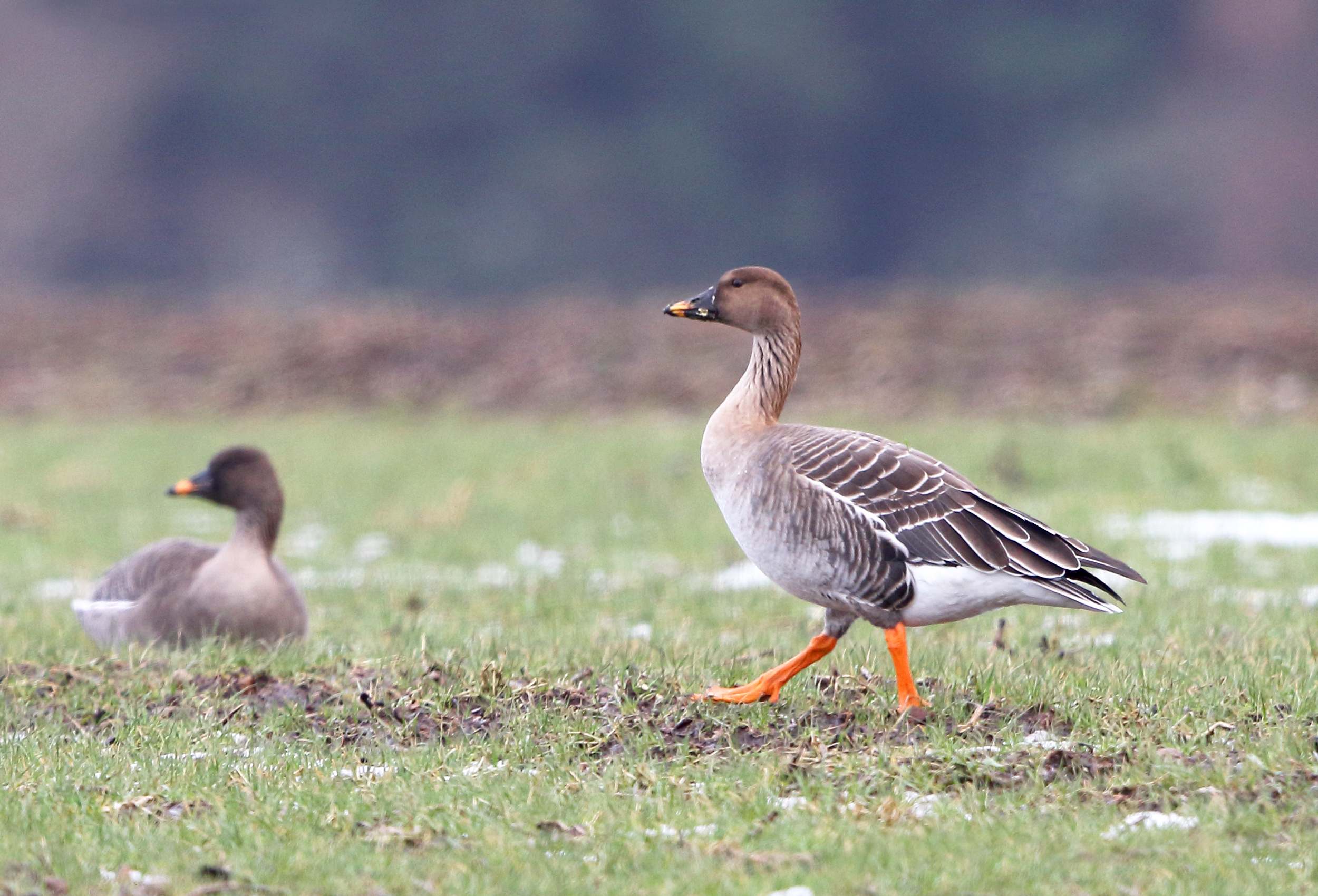
Waldsaatgans

Erhaltung großräumiger, offener Landschaften mit freien Sichtverhältnissen und Flugkorridoren (Freihaltung der Lebensräume von Stromfreileitungen, Windenergieanlagen), die Erhaltung und Entwicklung von geeigneten Nahrungsflächen (vor allem Belassen von Stoppelbrachen, feuchtes Dauergrünland, Überschwemmungsflächen), die Erhaltung und Entwicklung von dynamischen Auenbereichen und großflächigen Feuchtgebieten mit einer naturnahen Überflutungsdynamik sowie die Vermeidung von Störungen an Rast-, Nahrungs- und Schlafplätzen

#### Schwarzstorch
Erhaltung und Entwicklung von großflächigen, störungsarmen, strukturreichen Laub- und Mischwäldern mit einem hohen Altholzanteil, die Vermeidung der Zerschneidung geeigneter Waldgebiete, die Erhaltung und Entwicklung von naturnahen Bächen, Feuchtwiesen, Feuchtgebieten, Sümpfen, Waldtümpeln als Nahrungsflächen, die Verbesserung des Wasserhaushaltes zur Stabilisierung eines hohen Grundwasserstandes im Bereich von Nahrungsgewässern, die Erhaltung der Horstbäume mit einem störungsarmen Umfeld, die Einrichtung von Horstschutzzonen mit einem Radius von mindestens 200 Meter, die Vermeidung von Störungen an den Brutplätzen und Nahrungsflächen (März bis August), die Lenkung der Freizeitnutzung im großflächigen Umfeld der Brutvorkommen sowie die Entschärfung bzw. Absicherung von gefährlichen Strommasten und Freileitungen

#### Trauerseeschwalbe
Erhaltung und Entwicklung von vegetationsreichen Gewässern mit ausgeprägter Schwimmblatt- und Ufervegetation und einer natürlichen Vegetationszonierung in den Uferbereichen, die Verbesserung des Wasserhaushaltes zur Stabilisierung eines hohen Grundwasserstandes in Feuchtgebieten, die Stützungsmaßnahmen durch Anlage von Brutflößen auf geeigneten Gewässern, die Bewahrung der Unzugänglichkeit aktueller und potenziell besiedelbarer Brutplätze sowie die Vermeidung von Störungen an den Brut- (Mai bis Juli), Rast- und Nahrungsplätzen

#### Waldwasserläufer

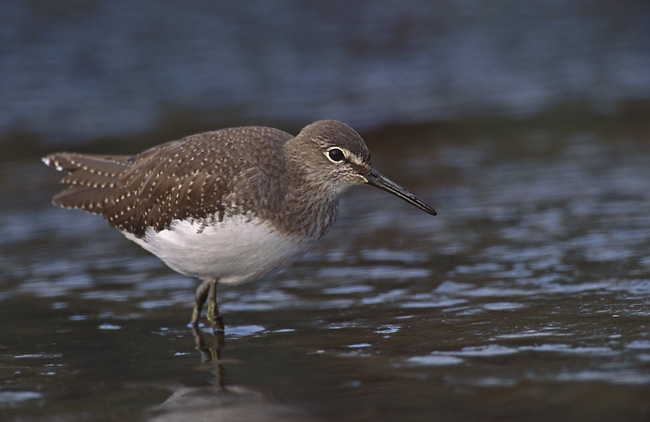
Waldwasserläufer

Erhaltung und Entwicklung von geeigneten Nahrungsflächen, die Erhaltung und Entwicklung von dynamischen Auenbereichen und großflächigen Feuchtgebieten mit einer naturnahen Überflutungsdynamik, die Verbesserung des Wasserhaushaltes zur Stabilisierung eines hohen Grundwasserstandes in Feuchtgebieten, die Anlage von Kleingewässern und Flachwassermulden sowie die Vermeidung von Störungen an Rast- und Nahrungsflächen

#### Zwergsäger
Erhaltung und Entwicklung von geeigneten Nahrungsgewässern sowie die Vermeidung von Störungen an Rast- und Nahrungsflächen

#### Zwergschnepfe
Erhaltung und Entwicklung von geeigneten Nahrungsflächen, die Erhaltung und Entwicklung von dynamischen Auenbereichen und großflächigen Feuchtgebieten mit einer naturnahen Überflutungsdynamik, die Verbesserung des Wasserhaushaltes zur Stabilisierung eines hohen Grundwasserstandes in Feuchtgebieten, die Anlage von Kleingewässern und Flachwassermulden sowie die Vermeidung von Störungen an Rast- und Nahrungsflächen

## Zusammenhang mit anderen Schutzgebieten
Mit dem Vogelschutzgebiet „Heubachniederung, Lavesumer Bruch und Borkenberge“ sind folgende, zusammenhängende Schutzgebiete ausgewiesen:
- FFH-Gebiet „Schwarzes Venn“ (4108-301)
- FFH-Gebiet „Weißes Venn / Geisheide“ (4108-303)
- FFH-Gebiet „Teiche in der Heubachniederung“ (4109-301)
- FFH-Gebiet „Gagelbruch Borkenberge“ (4209-301)
- FFH-Gebiet „Truppenübungsplatz Borkenberge“ (4209-304)
- Naturschutzgebiet „Heubachwiesen“ (BOR-032)
- Naturschutzgebiet „Weißes Venn – Geisheide“ (BOR-036E1)
- Naturschutzgebiet „Schwarzes Venn“ (BOR-037)
- Naturschutzgebiet „Heubachwiesen“ (COE-001)
- Naturschutzgebiet „Wildpferdebahn im Merfelder Bruch“ (COE-004)
- Naturschutzgebiet „Gagelbruch Borkenberge“ (COE-016)
- Naturschutzgebiet „Hochmoor Borkenberge“ (COE-017)
- Naturschutzgebiet „Sanddünen randlich der Borkenberge“ (COE-028)
- Naturschutzgebiet „Heubachwiesen“ (COE-029)
- Naturschutzgebiet „Bachtal in Leversum“ (COE-030)
- Naturschutzgebiet „Brokenberge“ (COE-067)
- Naturschutzgebiet „Teiche in der Heubachniederung“ (RE-007K1; Status unklar)